# 圣路加堂 (利物浦)

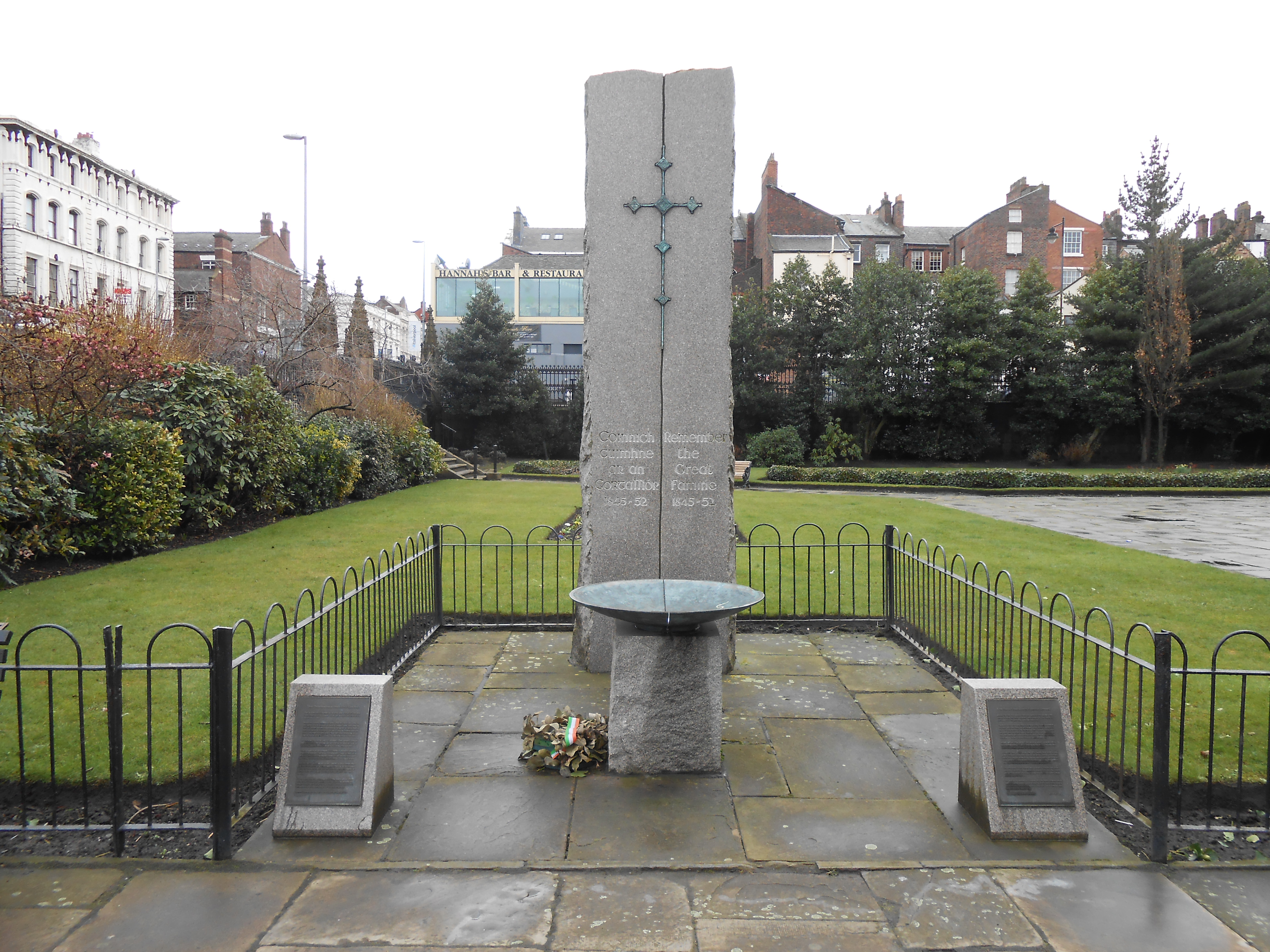
教堂庭院的爱尔兰饥荒纪念碑

圣路加堂（St Luke's Church, Liverpool）是一座已废弃的圣公会教堂，位于英国利物浦贝里街。
该堂建于1811-1832年，由约翰·福斯特父子设计。该堂在1941年德军空袭时严重受损，仅存无屋顶的外壳，现在作为战争死者纪念馆，以及展览以及戏剧、诗歌、舞蹈等文化活动场地。教堂、围墙、门均列为II*级登录建筑。